# Ларёнс (кантон)
Ларёнс (фр. Laruns) — упразднённый французский кантон, находился в регионе Аквитания, департамент Атлантические Пиренеи. Входил в состав округа Олорон-Сент-Мари.
Код INSEE кантона — 6416. Всего в кантон Ларёнс входили 8 коммун, из них главной коммуной являлась Ларёнс.

## Население
Население кантона на 2012 год составляло 2990 человек.
| 1962 | 1968 | 1975 | 1982 | 1990 | 1999 | 2006 | 2012 |
| ---- | ---- | ---- | ---- | ---- | ---- | ---- | ---- |
| 4076 | 3903 | 3419 | 3323 | 3266 | 3169 | 3143 | 2990 |

## Коммуны кантона
| Коммуна      | Население, чел. (2012) | Почтовый индекс | Код INSEE |
| ------------ | ---------------------- | --------------- | --------- |
| Аст-Беон     | 275                    | 64260           | 64069     |
| Беост        | 217                    | 64440           | 64110     |
| Бийер        | 167                    | 64260           | 64128     |
| Бьель        | 448                    | 64260           | 64127     |
| Жер-Белестан | 198                    | 64260           | 64240     |
| Ларёнс       | 1200                   | 64440           | 64320     |
| Луви-Субирон | 119                    | 64440           | 64354     |
| О-Бонн       | 366                    | 64440           | 64204     |